# Косор, Ядранка
Я́дранка Ко́сор (хорв. Jadranka Kosor; род. 1 июля 1953, Пакрац, Социалистическая Республика Хорватия, ФНРЮ) — хорватский государственный и политический деятель, в прошлом — журналист. Председатель Хорватского демократического содружества в 2009—2012 годах. С 6 июля 2009 по 23 декабря 2011 года — премьер-министр Хорватии.

## Ранняя карьера
Окончила гимназию в Пакраце, среднюю школу в Липике и юридический факультет Загребского университета. Работала журналистом в «Вечернем листе» (хорв. Večerni list) и на Радио-Загреб с 1972 года. Некоторое время, в период хорватской войны за независимость (1991—1995) являлась корреспондентом Би-би-си. На Хорватском радио вела программу о жертвах этой войны. Награждена памятной медалью «Вуковар».
Её политическая карьера началась в 1995 году. Ядранка Косор была избрана в состав Хорватского Сабора от ХДС, став заместителем председателя палаты, оставаясь на этом посту вплоть до 2000 года. А вскоре она была избрана заместителем председателя партии и занимала этот партийный пост в 1995—2002 годах. В 1999—2002 годах возглавляла Хорватское женское содружество им. Катарины Зринской.

## Работа в правительстве
В 2002 году Ядранка Косор стала главным заместителем председателя партии ХДС. В 2003 году после возвращения ХДС к власти, заняла в правительстве пост министра по делам семьи, ветеранов и солидарности между поколениями, одновременно получив портфель вице-премьера.

## Кандидат в президенты
В 2005 году баллотировалась на пост президента Хорватии, но уступила во втором туре экс-президенту Степану Месичу.

## Премьер-министр
Уходя в отставку 1 июля 2009 года, премьер-министр и лидер ХДС Иво Санадер объявил Ядранку Косор своей предполагаемой преемницей на этих постах. 3 июля 2009 года она была назначена исполняющим обязанности премьер-министра. 4 июля была избрана председателем ХДС. 6 июля 2009 года парламент Хорватии проголосовал за назначение Косор премьер-министром (83 депутата из 153). Предыдущий состав кабинета министров остался практически без изменений.
Ядранка Косор является третьей женщиной в истории Хорватии, возглавившей правительство, если считать председателей Исполнительного Совета Социалистической Республики Хорватия. Однако в истории независимой Хорватии она — первая женщина, занявшая этот пост.